# Bela Vista do Paraíso
Bela Vista do Paraíso este un oraș în Paraná (PR), Brazilia.